# 941 هـ
941 هـ هي سنة في التقويم الهجري امتدت مقابلةً في التقويم الميلادي بين سنتي 1534 و1535.

## أحداث
- 25 جمادى الأولى - السلطان سليمان القانوني يضم مدينة بغداد إلى الدولة العثمانية بعد أن كانت تحت سيطرة الدولة الصفوية.
- السلطان أحمد الأعرج السعدي يحاصر البرتغاليين في مدينة آسفي.

## مواليد
- علي بن محمد التمكروتي

## وفيات
- لساني الشيرازي